# متروی ام‌بی‌تی‌ای
متروی ام‌بی‌تی‌ای (انگلیسی: MBTA Subway) سیستم قطار شهری در بوستون، ایالات متحده آمریکا است که زیرمجموعه سازمان ترابری خلیج ماساچوست محسوب می‌شود.
این مترو که در سال ۱۸۹۷ تأسیس شده دارای ۵ خط، ۱۲۰ ایستگاه و ۱۲۶ کیلومتر طول می‌باشد، همچنین یک خط اتوبوس تندرو این مجموعه را پوشش می‌دهد.

## نقشه

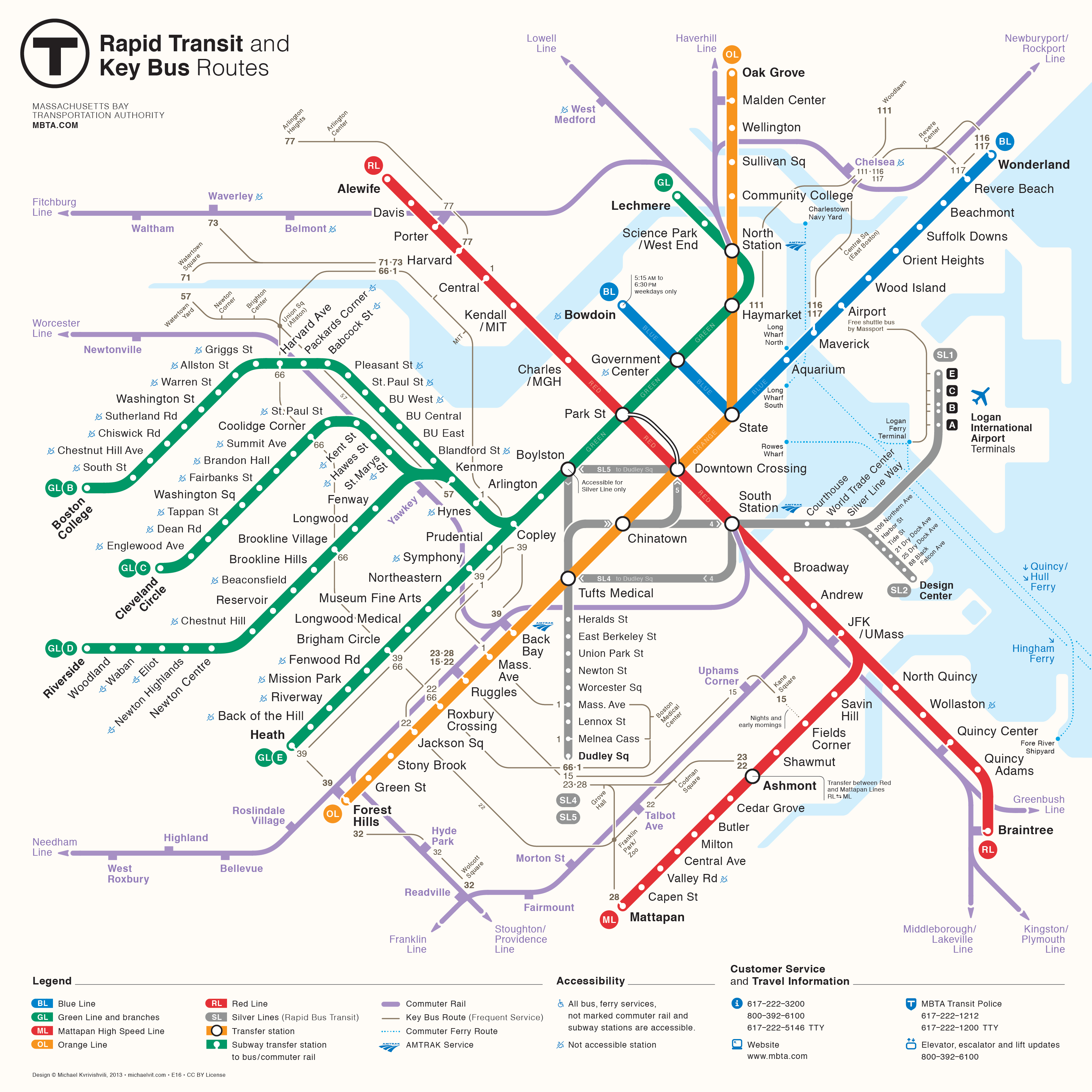
نقشه

## نگارخانه

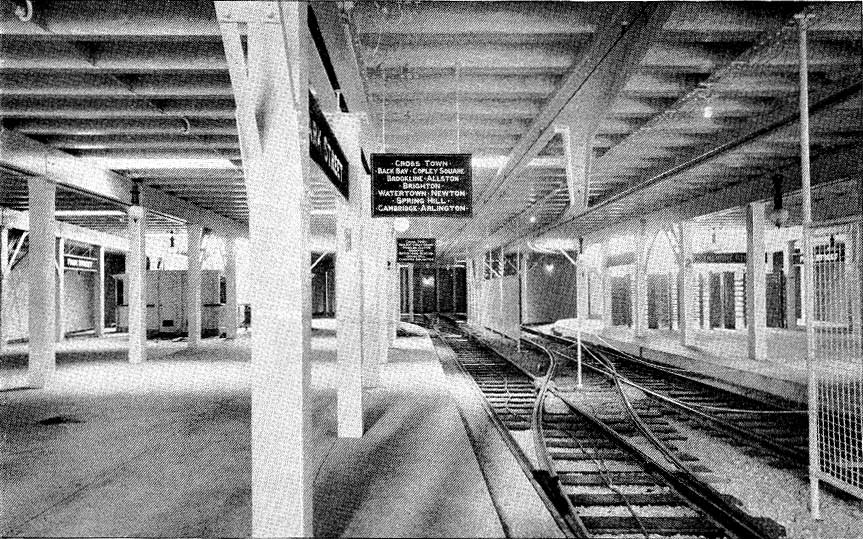
۱۸۹۸
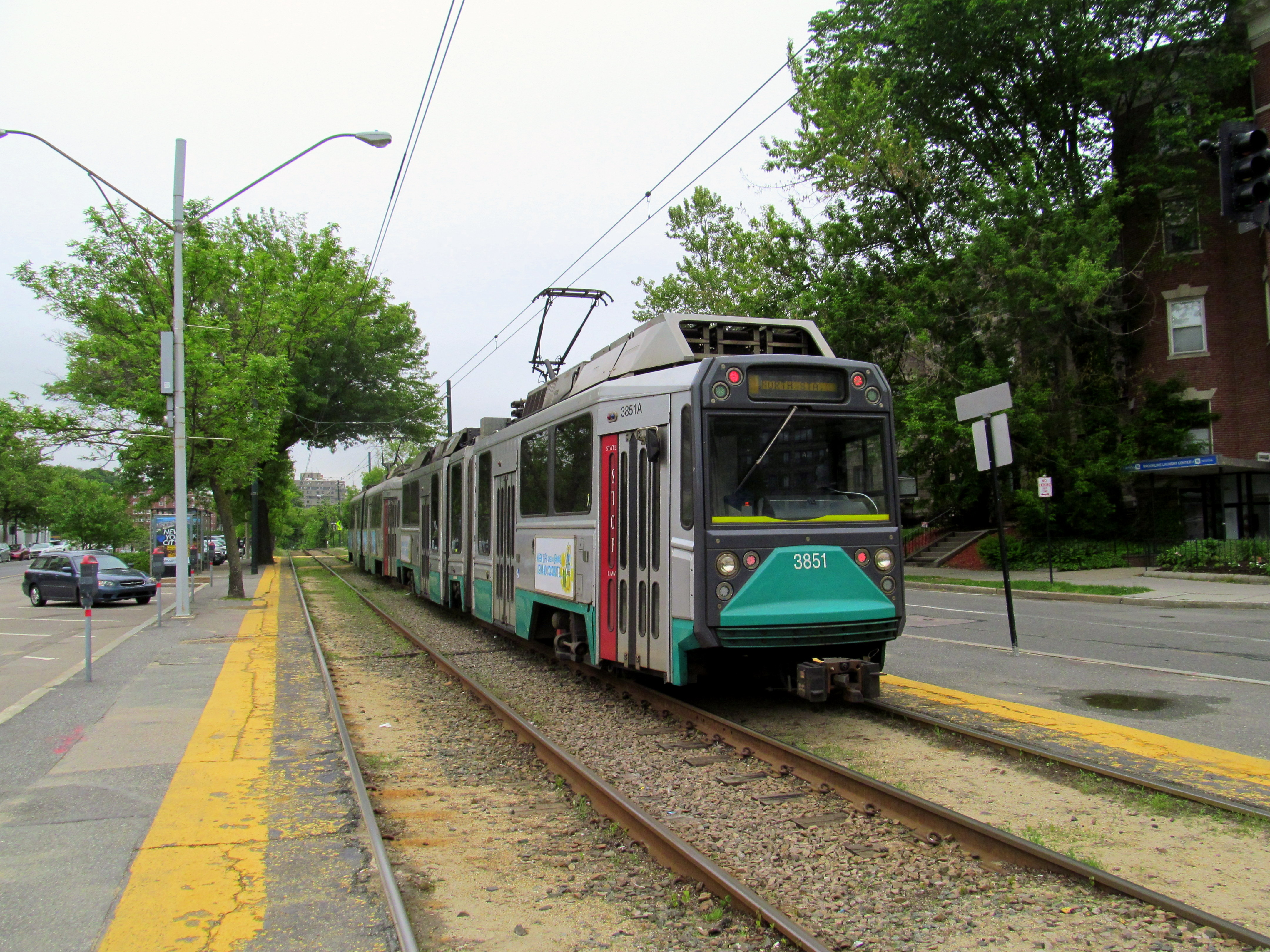
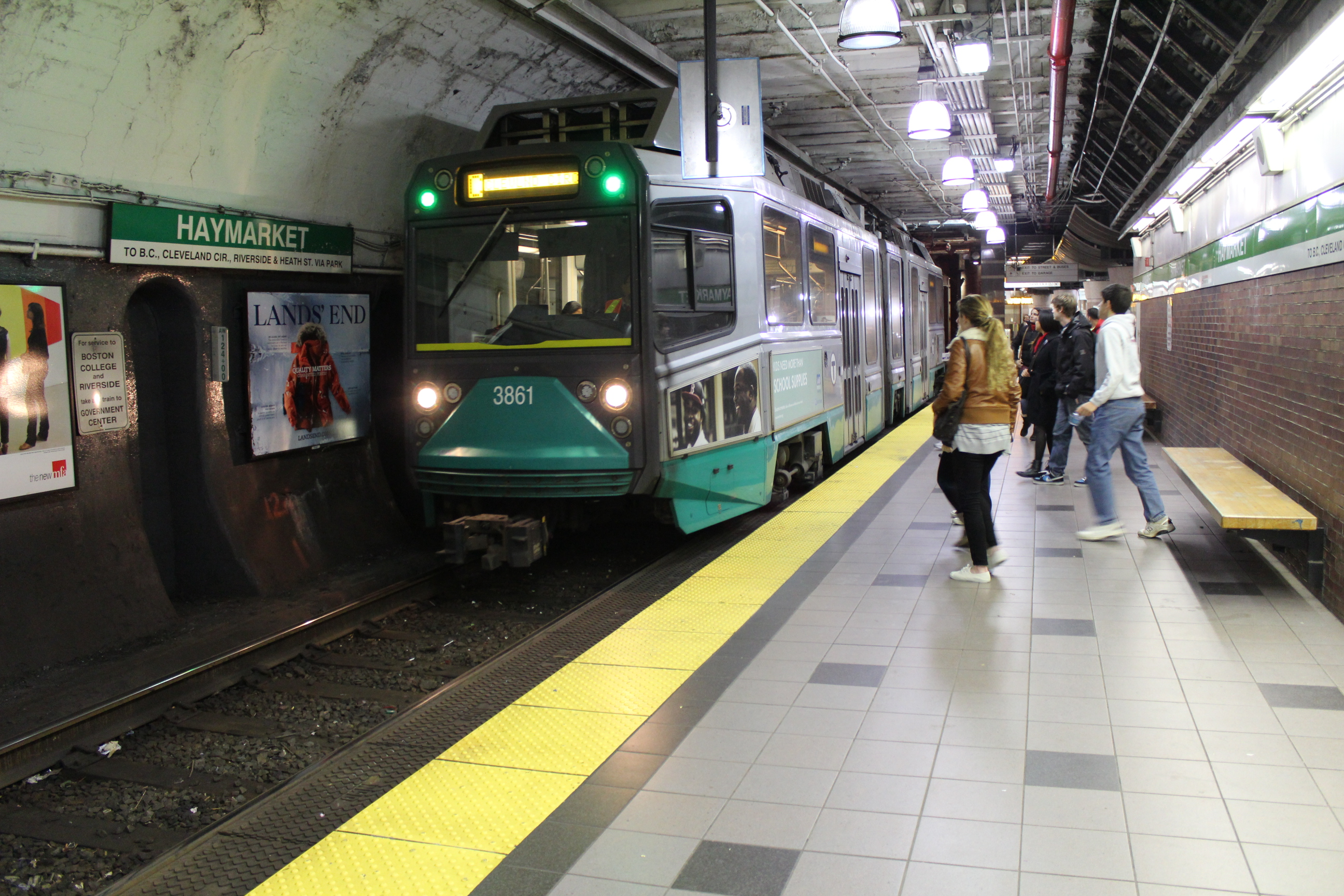
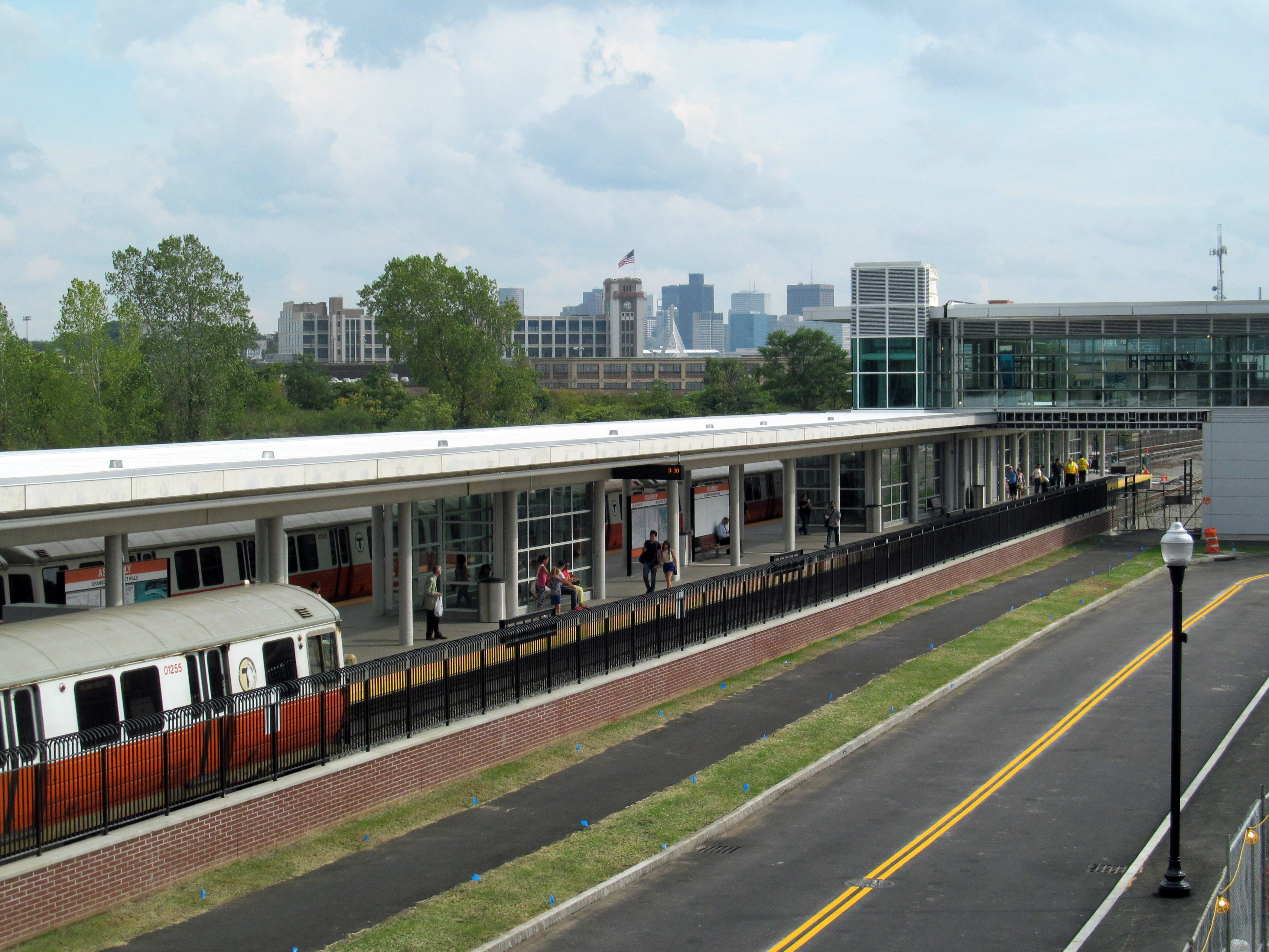
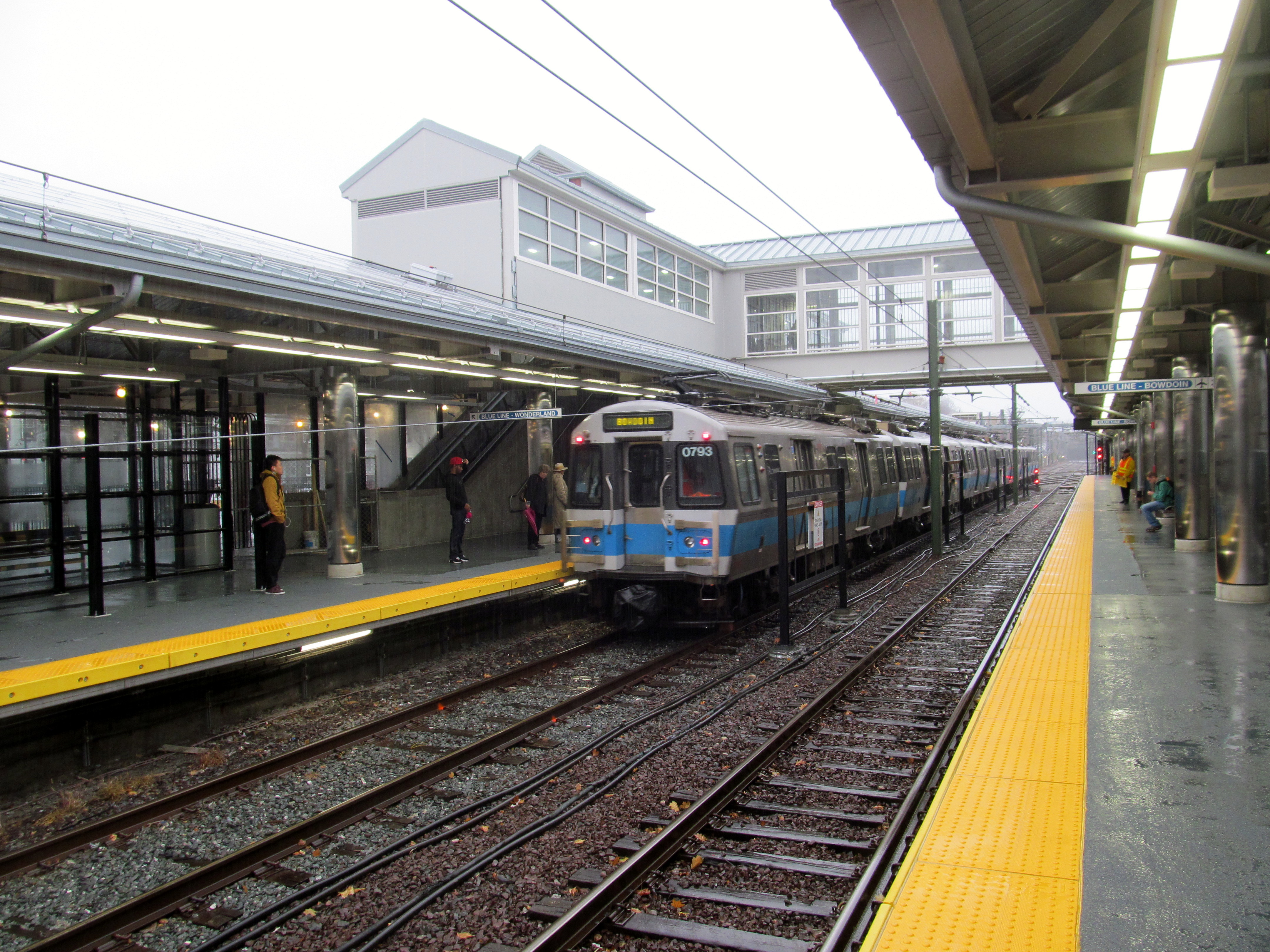
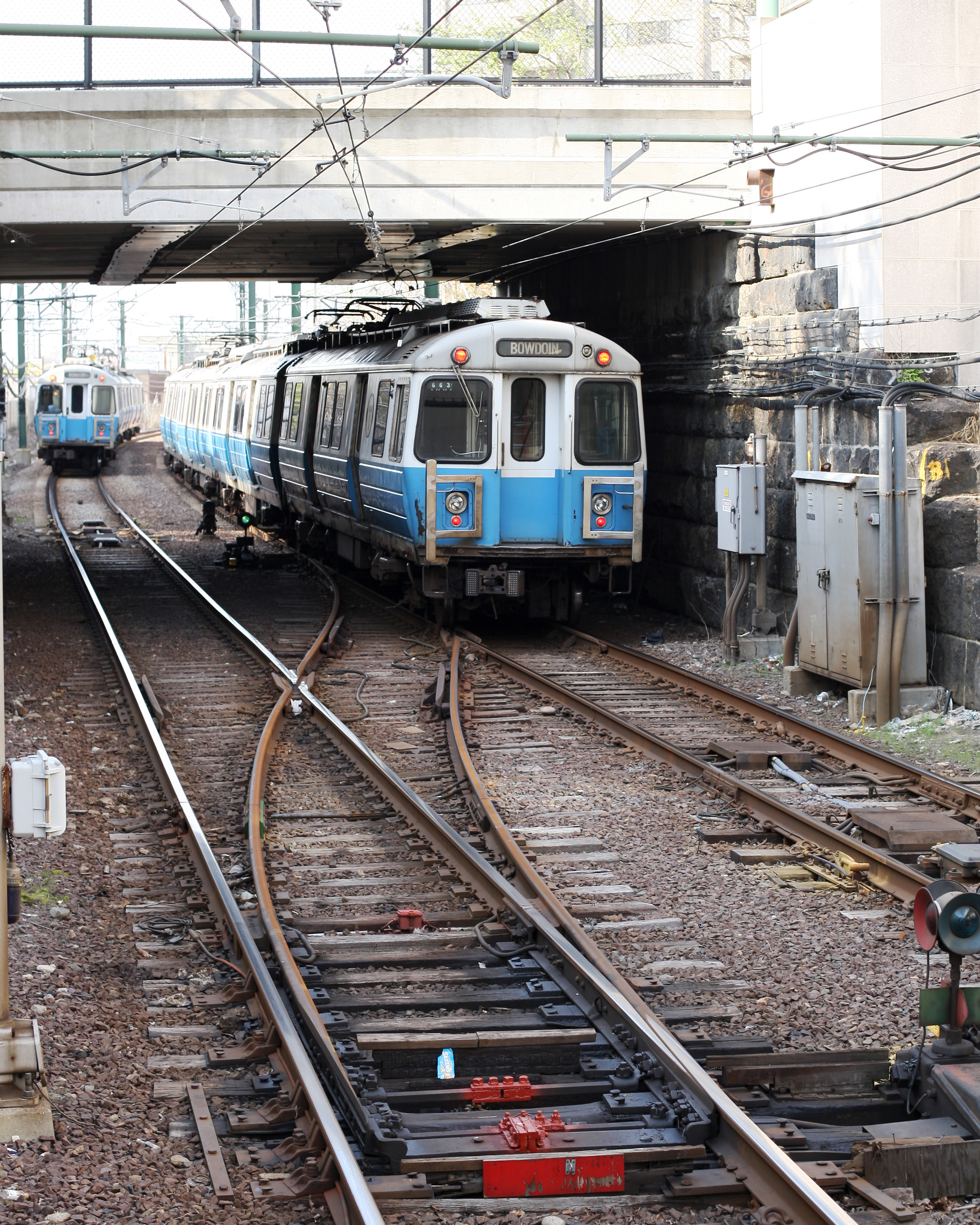
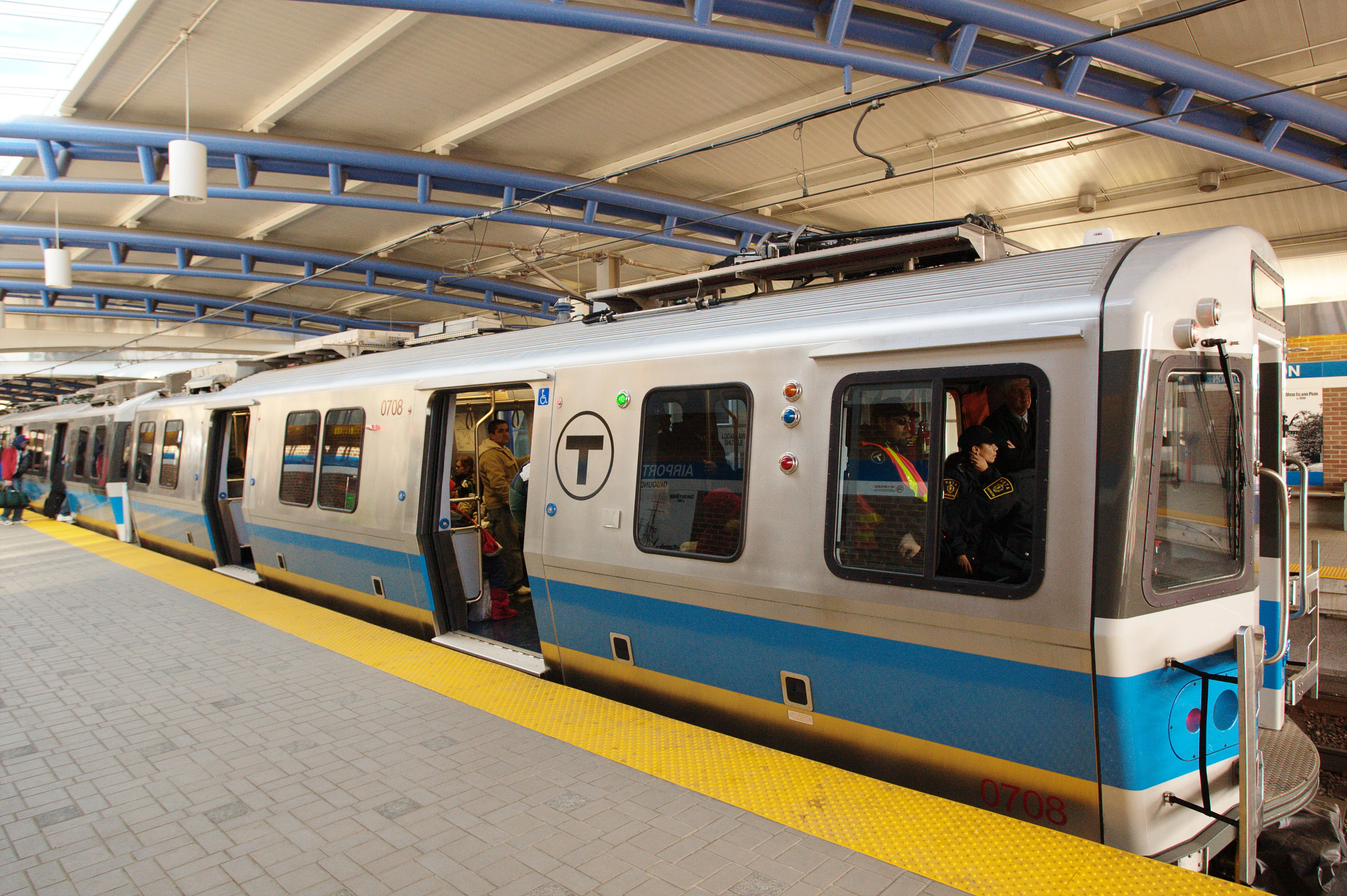